# Augustinern 5 (Quedlinburg)

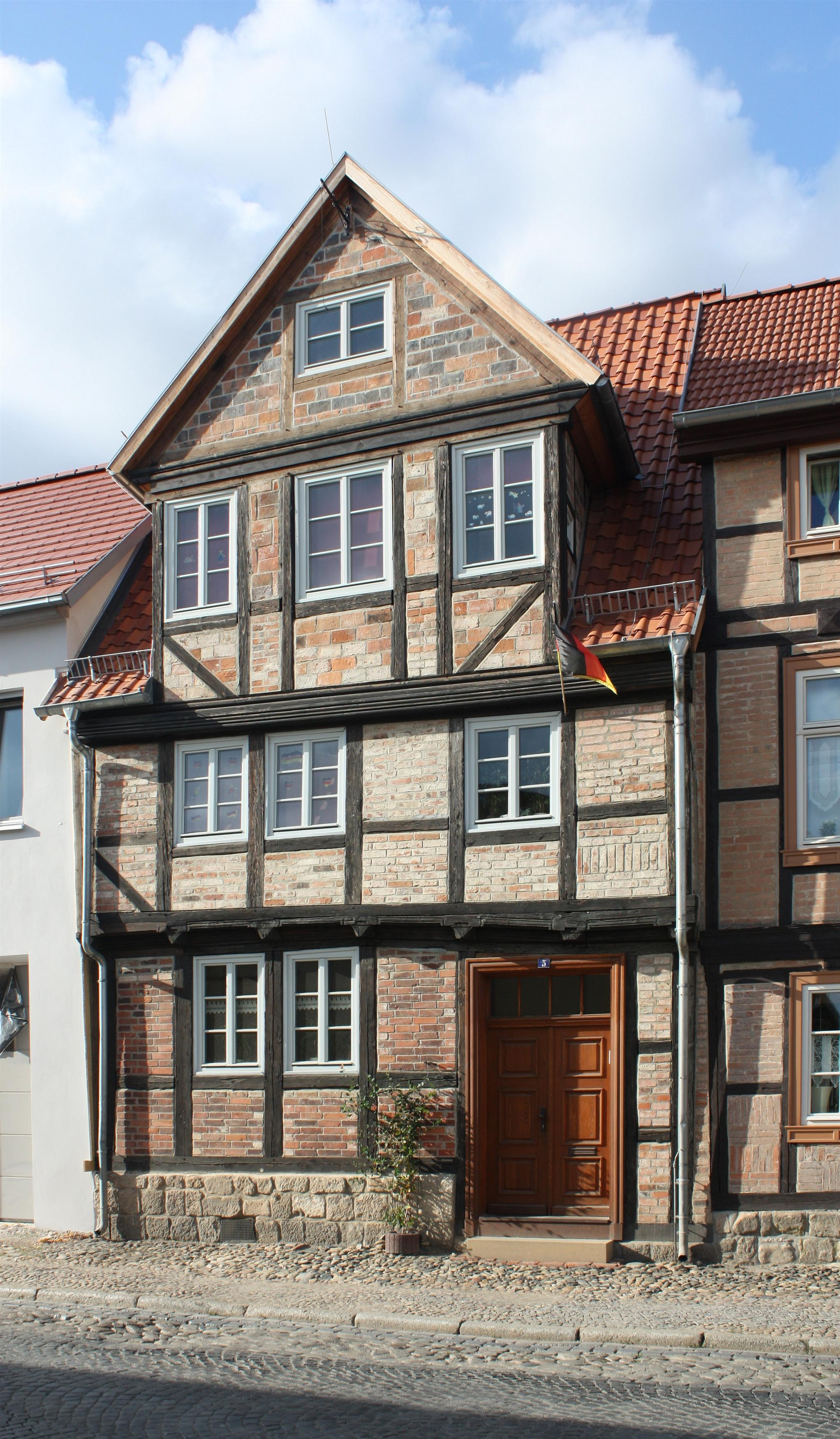
Wohnhaus Augustinern 5, 2012

Das Haus Augustinern 5 ist ein denkmalgeschütztes Gebäude in der Stadt Quedlinburg in Sachsen-Anhalt.
Es befindet sich im nördlichen Teil der historischen Quedlinburger Neustadt und gehört zum UNESCO-Weltkulturerbe. Im Quedlinburger Denkmalverzeichnis ist es als Wohnhaus eingetragen. Westlich grenzte ehemals das ebenfalls denkmalgeschützte Haus Augustinern 4, östlich das Haus Augustinern 6 an.

## Architektur und Geschichte
Das Wohnhaus entstand in der Zeit um 1770 in Fachwerkbauweise. Es ist das einzige Gebäude im Stil des Frühklassizismus in der Straße. Es weist Elemente der Übergangszeit zum Klassizismus auf. Besonders markant ist das große Zwerchhaus. 2007 erfolgte eine Sanierung des Gebäudes durch das Architekturbüro qbatur. Am Abend des 21. Juni 2010 erlitt das Haus einen erheblichen Brandschaden, welcher die benachbarten Häuser Augustinern 3 und 4 zerstörte, so dass eine neuerliche Sanierung durchgeführt werden musste. Der Brand hatte von vor dem Haus Augustinern 3 befindlichem Sperrmüll auf die Gebäude übergegriffen und erreichte auch den Dachbereich von Augustinern 5. Der gesamte Dachstuhl zündete schlagartig durch, so dass die mit insgesamt 75 Feuerwehrmännern tätige Feuerwehr das Haus aufgab und sich auf die Verhinderung des Übergreifens auf Augustinern 6 konzentrierte.